# 35 rhums
35 rhums è un film del 2008 diretto da Claire Denis.

## Trama
Lionel è conducente di treni per la réseau express régional d'Île-de-France che vive con la figlia Joséphine, che ha cresciuto da solo dopo la morte della moglie. La loro vita scorre tranquilla come quella di una vecchia coppia affiatata, ma, quando Joséphine comincia una relazione con un vicino di casa sregolato, Lionel si rende conto che sua figlia è ormai diventata adulta ed è ora che ciascuno vada per la propria strada.

## Produzione
Per il film, Denis si è ispirata al film di Yasujirō Ozu Tarda primavera, nonché al rapporto tra sua madre e suo nonno materno.

## Distribuzione
Il film è stato presentato in anteprima il 2 settembre 2008 alla 65ª Mostra internazionale d'arte cinematografica di Venezia, fuori concorso. Successivamente, è stato presentato anche al Toronto Film Festival e al New York Film Festival.
È stato distribuito nelle sale cinematografiche francesi da Wild Bunch a partire dal 18 febbraio 2009, mentre in quelle tedesche dal 5 febbraio dello stesso anno.

## Riconoscimenti
- 2009 - Houston Film Critics Society Awards
  - Candidatura per il miglior film in lingua straniera
- 2010 - Premio Lumière
  - Candidatura per la migliore promessa femminile a Mati Diop
- 2010 - National Society of Film Critics Awards
  - Candidatura per il miglior film in lingua straniera